# Valeriana oaxacana
Valeriana oaxacana är en kaprifolväxtart som beskrevs av Barrie. Valeriana oaxacana ingår i släktet vänderötter, och familjen kaprifolväxter. Inga underarter finns listade i Catalogue of Life.